# NSUN2
NSUN2‏ (NOP2/Sun RNA methyltransferase family member 2) هوَ بروتين يُشَفر بواسطة جين NSUN2 في الإنسان.